# سیارک ۳۳۵۲۹
سیارک ۳۳۵۲۹ (به انگلیسی: 33529 Henden، نامگذاری:1999HA1) سی و سه هزار و پانصد و بیست و نهمین سیارک کشف شده‌است که در ۱۹ آوریل ۱۹۹۹ کشف شد.